# Thomer-la-Sôgne
 Thomer-la-Sôgne  là một xã thuộc tỉnh Eure trong vùng Normandie miền bắc nước Pháp.